# МКС-18
МКС-18 — восемнадцатый долговременный экипаж Международной космической станции. Экипаж работал на борту МКС с 14 октября 2008 года по 8 апреля 2009 года.
Во время восемнадцатой экспедиции были осуществлены работы по обслуживанию ТКГ «Прогресс», КК «Союз» и «Спейс шаттл». Были проведены научные исследования и эксперименты по российской и американской программам, в том числе девять экспериментов по проекту GTA. По завершении станция была передана экипажу 19-й основной экспедиции.

## Экипаж

### Основной экипаж
- (НАСА): Майкл Финк (2)[2] — командир;
- (ФКА): Юрий Лончаков (3) — бортинженер-1.

Во время 18-й долговременной экспедиции в качестве бортинженера-2 на МКС присутствовали:
- (НАСА): Грегори Шамитофф (1) — с начала экспедиции (доставлен на МКС шаттлом «Дискавери STS-124» 2 июня 2008 года, первоначально работал в составе экспедиции МКС-17) по 30 ноября 2008 года (возвращён на Землю шаттлом «Индевор STS-126»);
- (НАСА): Сандра Магнус (2) — с 16 ноября 2008 года (доставлена на МКС шаттлом «Индевор STS-126») по 25 марта 2009 года (возвращена на Землю шаттлом «Дискавери STS-119»);
- (JAXA) Коити Ваката (3) — с 17 марта 2009 года (доставлен на МКС шаттлом «Дискавери STS-119») до конца экспедиции (перешёл в состав экспедиций МКС-19/20, возвращён на Землю шаттлом «Индевор STS-127» 31 июля 2009 года). Впервые космонавт стал членом трех экспедиций за один полет.

### Дублирующий экипаж
- (ФКА) Геннадий Падалка (3) — командир экипажа.
- (НАСА) Майкл Барратт (1) — бортинженер[3].

## Экспедиции посещения на кораблях «Союз»
- Вместе с основным экипажем «Союзом ТМА-13» на МКС был доставлен участник экспедиции посещения ЭП-15 пятый космический турист  Ричард Гэрриот, пробывший на околоземной орбите с 12 октября по 24 октября 2008 года (стыковка 14 октября 2008 года, расстыковка 24 октября 2008 года). Возвращение на корабле «Союз ТМА-12» вместе с двумя членами экипажа МКС-17. В качестве дублёра Гэрриота подготовку проходил австралийский бизнесмен Ник Хэлик.
- Экспедиция посещения ЭП-16 в составе космического туриста  Чарльза Симони (второй полёт в качестве космического туриста). Старт 26 марта 2009 года и стыковка 28 марта 2009 года на корабле Союз ТМА-14 вместе с двумя членами экипажа МКС-19. Отстыковка и посадка 8 апреля 2009 на корабле Союз ТМА-13 вместе с двумя членами экипажа МКС-18.

## Динамические операции на орбите
- 14 октября 2008 года — стыковка корабля  «Союз ТМА-13» к с двумя членами экипажа МКС-18 и участником экспедиции посещения ЭП-15 к функционально-грузовому блоку (ФГБ) «Заря».
- 24 октября 2008 года — расстыковка корабля  «Союз ТМА-12» от с двумя членами экипажа МКС-17 и участником экспедиции посещения ЭП-15 от стыковочного отсек-модуля «Пирс» (СО1).
- 14 ноября 2008 года — расстыковка грузового корабля  «Прогресс М-65» от агрегатного отсека (АО) служебного модуля (СМ) «Звезда».
- 16 ноября 2008 года — стыковка шаттла  «Индевор STS-126» к модулю «Гармония» через PMA-2. Дооснащение МКС с использованием грузового модуля MPLP «Леонардо». Смена одного члена экипажа МКС-18. Экипаж шаттла выполнил четыре выхода в открытый космос из модуля Квест.
- 28 ноября 2008 года — расстыковка шаттла  «Индевор STS-126».
- 30 ноября 2008 года — стыковка грузового корабля  «Прогресс М01-М» к СО1 «Пирс».
- 6 февраля 2009 года — расстыковка грузового корабля  «Прогресс М01-М» от СО1 «Пирс».
- 13 февраля 2009 года — стыковка грузового корабля  «Прогресс М-66» к СО1 «Пирс».
- 17 марта 2009 года — стыковка шаттла  «Дискавери STS-119» к модулю «Гармония» через PMA-2. Доставка и монтаж на МКС секции S6 правого борта основной фермы с двумя солнечными батареями. Смена одного члена экипажа МКС-18. Экипаж шаттла выполнил три выхода в открытый космос из модуля Квест.
- 25 марта 2009 года — расстыковка шаттла  «Дискавери STS-119».
- 28 марта 2009 года — стыковка корабля  Союз ТМА-14 с двумя членами экипажа МКС-19 и участником экспедиции посещения ЭП-16 к АО СМ «Звезда».
- 8 апреля 2009 года — расстыковка корабля  «Союз ТМА-13» от ФГБ «Заря» вместе с двумя членами экипажа МКС-18 и участником экспедиции посещения ЭП-16.

## Выходы в открытый космос членов экипажа МКС-18
Членами 18-й основной экспедиции, Майклом Финком и Юрием Лончаковым, были совершены два выхода в открытый космос, оба из стыковочного отсека-модуля «Пирс» (СО1).
- 23 декабря 2008 года, с 00:52 по 06:29 UTC — общая продолжительность 5 часов 38 минут[4]. Основными задачами выхода были установка зонда Лэнгмюра, снятие второго контейнера оборудования «Биориск-МСН», монтаж аппаратуры ИПИ-СМ на СМ «Звезда», установка и последующее снятие оборудования EXPOSE-R вследствие отсутствия подачи электропитания.
- 10 марта 2009 года с 16:22 до 21:10 UTC — общая продолжительность составила 4 часа 49 минут[5]. Во время выхода были сняты аримидные ленты в зонах нахождения стыковочной мишени и антенн АР-ВКА и 2АР-ВКА на модуле «Пирс», повторный монтаж и подключение оборудования EXPOSE-R на модуле «Звезда», мониторинг состояния внешних поверхностей и элементов конструкции российского сегмента МКС по программе «Панорама-2009».